# 鲁穆瓦地区勒博罗热
鲁穆瓦地区勒博罗热（法語：Le Bosc-Roger-en-Roumois，法語發音：[lə bo ʁɔʒe ɑ̃ ʁumwa]）是法国厄尔省的一个旧市镇，属于贝尔奈区。2017年1月1日，鲁穆瓦地区勒博罗热与博诺尔芒合并为新市镇博鲁穆瓦，并成为政府驻地。

## 地理
鲁穆瓦地区勒博罗热（49°17'23"N, 0°55'27"E）面积9.9 平方千米，位于法国诺曼底大区厄尔省，该省份为法国北部内陆省份，北起滨海塞纳省，西接奧恩省和卡爾瓦多斯省，南至厄尔-卢瓦省，东临瓦兹省、瓦兹河谷省和伊夫林省。
与鲁穆瓦地区勒博罗热接壤的市镇（或旧市镇、城区）包括：博诺尔芒、大布特鲁尔德、拉隆德。

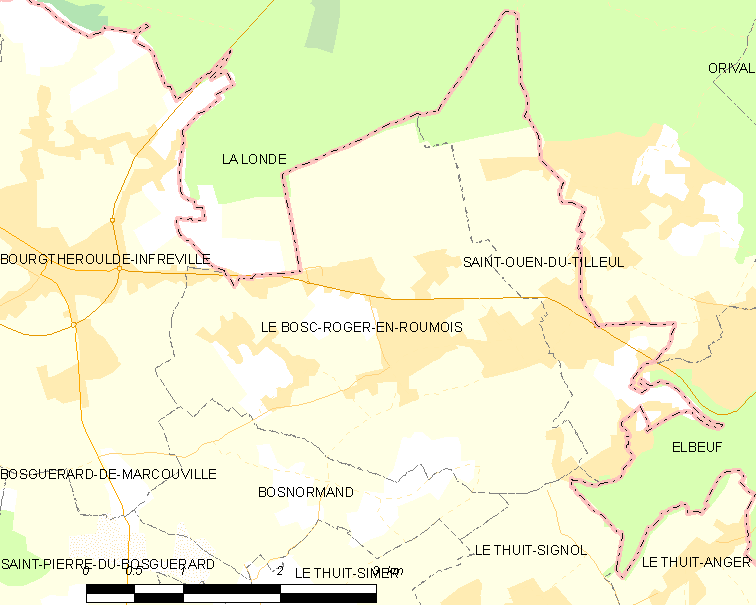
鲁穆瓦地区勒博罗热的OSM定位图

鲁穆瓦地区勒博罗热的时区为UTC+01:00、UTC+02:00（夏令时）。

## 行政
鲁穆瓦地区勒博罗热的邮政编码为27670，INSEE市镇编码为27090。

## 政治
鲁穆瓦地区勒博罗热所属的省级选区为大布特鲁尔德县。

## 人口

1962-2008年间鲁穆瓦地区勒博罗热人口变化图示

鲁穆瓦地区勒博罗热于2018年1月1日时的人口数量为3287人。